# 15 Aquilae
15 Aquilae, som är stjärnans Flamsteed-beteckning, är en ensam stjärna belägen i den mellersta delen av stjärnbilden Örnen, som också har Bayer-beteckningen h Aquilae. Den har en skenbar magnitud på ca 5,41 och är svagt synlig för blotta ögat där ljusföroreningar ej förekommer. Baserat på parallaxmätning inom Hipparcosuppdraget på ca 11,3 mas, beräknas den befinna sig på ett avstånd på ca 289 ljusår (ca 89 parsek) från solen. Den rör sig närmare solen med en heliocentrisk radialhastighet av ca -23 km/s. En optisk följeslagare, HD 177442, är belägen med en separation av 39 bågsekunder.

## Egenskaper
15 Aquilae är en orange till gul jättestjärna av spektralklass K1 III. Den har en radie som är ca 14 solradier och utsänder ca 83 gånger mera energi än solen från dess fotosfär vid en effektiv temperatur av ca 4 600 K.